# Teorema del sandvitx
En càlcul infinitesimal, el teorema del sandvitx (anomenat també teorema d'intercalació, teorema de l'enclaustrament, teorema de compressió, teorema de les funcions majorant i minorant, criteri del sandvitx o teorema de l'entrepà) és un teorema emprat en la determinació del límit d'una funció. Aquest teorema diu que si dues funcions tendeixen al mateix límit en un punt, qualsevol altra funció que pugui ser fitada entre les dues anteriors tindrà el mateix límit en el punt. El teorema o criteri del sandvitx és molt important en demostracions de càlcul infinitesimal i anàlisi matemàtica. I és freqüentment emprat per tal de trobar el límit d'una funció mitjançant la comparació amb altres dues funcions de límit conegut o fàcilment calculable. Se'n va fer ús per primera vegada de forma geomètrica per Arquímedes i Eudoxi en llurs esforços per calcular el nombre π, tot i que la formulació moderna és obra de Gauss.

## Exposició
El teorema del sandvitx s'exposa formalment com a:
| Siga I un entorn del punt a. I siguen f, g i h funcions definides en I, exceptuant, en tot cas, en el mateix punt a. Suposem-hi que per a tot x en I diferent d'a tenim: {\displaystyle g(x)\leq f(x)\leq h(x)} i suposem també que {\displaystyle \lim _{x\to a}g(x)=\lim _{x\to a}h(x)=L.} Aleshores {\displaystyle \lim _{x\to a}f(x)=L}. |

Les funcions g(x) i h(x) són anomenades fites d'f(x), o també funcions minorant i majorant d'f(x) respectivament.

## Indeterminacions: exemple
Un dels usos més freqüentes del teorema del sandvitx és en la resolució de límits indeterminats. En particular, permet afirmar que el límit {\displaystyle \lim _{x\to 0}{\frac {\sin x}{x}}=1}. Algunes indeterminacions poden ser resoltes aïllant aquesta expressió de l'expressió general i aplicant propietats del límit amb la resta.

### Demostració

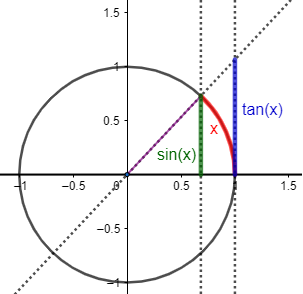
Per a 0<x<π/2, sin(x)≤x≤tan(x).

Volem calcular el límit {\displaystyle \lim _{x\to 0}{\frac {\sin x}{x}}}, que és una indeterminació del tipus {\displaystyle {\frac {0}{0}}}.
Prenem la relació {\displaystyle \sin x\leq x\leq \tan x}, que es compleix en {\displaystyle 0<x<\pi /2}. Dividint entre {\displaystyle \sin x}, 
{\displaystyle 1\leq {\frac {x}{\sin x}}\leq {\frac {1}{\cos x}}}
{\displaystyle 1\geq {\frac {\sin x}{x}}\geq \cos x}
Sabem que {\displaystyle \lim _{x\to 0}1=1} i que {\displaystyle \lim _{x\to 0}\cos x=1}, per la qual cosa, pel teorema del sandvitx, {\displaystyle \lim _{x\to 0}{\frac {\sin x}{x}}=1}

## Altres versions

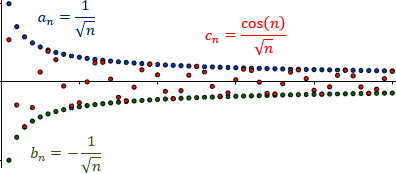
La successió convergeix a 0 i és fitada superiorment per i inferiorment per, successions també convergents a 0.

Existeixin altres versions del teorema del sandvitx, per exemple, per a successions i per a sèries.

### Successions
Siguin les successions {\displaystyle \{a_{n}\}_{n\in \mathbb {N} }} i {\displaystyle \{b_{n}\}_{n\in \mathbb {N} }} convergents a {\displaystyle L} i sigui la successió {\displaystyle \{c_{n}\}_{n\in \mathbb {N} }} tal que existeix {\displaystyle n_{0}\in \mathbb {N} } de manera que {\displaystyle a_{n}\leq c_{n}\leq b_{n}} per a {\displaystyle n\geq n_{0}}. Llavors, la successió {\displaystyle c_{n}} també convergeix a {\displaystyle L}.

### Sèries
Siguin {\displaystyle \sum _{n\in \mathbb {N} }a_{n}} i {\displaystyle \sum _{n\in \mathbb {N} }b_{n}} dues sèries convergents i sigui {\displaystyle n_{0}\in \mathbb {N} } tal que {\displaystyle a_{n}\leq c_{n}\leq b_{n}} per a tot {\displaystyle n\geq n_{0}\in \mathbb {N} }. Llavors, la sèrie {\displaystyle \sum _{n\in \mathbb {N} }c_{n}} també convergeix.